# أوروش لوتشيتش
أوروش لوتشيتش (بالصربية: Урош Лучић) مواليد 12 مارس 1983 في بلغراد، جمهورية يوغوسلافيا الاشتراكية الاتحادية، هو لاعب كرة سلة صربي. بدأ مسيرته الاحترافية في سنة 2001. يحمل الرقم 11. لعب مع زلاتوروج لاشكو ونادي كركا لكرة السلة.

## روابط خارجية
- أوروش لوتشيتش على موقع الدوري الأوروبي لكرة السلة (الإنجليزية)
- أوروش لوتشيتش على موقع كرة السلة الأوروبية.كوم (الإنجليزية)
- أوروش لوتشيتش على موقع ريلجم (الإنجليزية)
- أوروش لوتشيتش على موقع بروبوليرز (الإنجليزية)
- أوروش لوتشيتش على موقع سبورتس رفرنس (الإنجليزية)